# Young River (Kalgan River)
Der Young River ist ein Fluss im Südwesten des australischen Bundesstaates Western Australia. Er liegt in der Region Great Southern.

## Geografie
Der Fluss entspringt westlich der Stirling Ranges, nördlich von Kendenup und fließt nach Südosten entlang der Südwestgrenze des Nationalparks. Bei Burnside, am Südrand des Nationalparks, mündet er in den Kalgan River.